# Стрижеус, Андрей Святославович
Андрей Святославович Стрижеус (укр. Андрій Святославович Стрижеус; род. 18 августа 1995, Луцк) — украинский футболист, полузащитник.

## Карьера
Воспитанник «Волыни». За основную команду футболист заиграть так и не смог.
8 августа 2015 года подписал контракт с брестским «Динамо». Дебютировал за клуб 23 августа 2015 года против «Витебска». За основную команду футболист больше не сыграл и продолжал выступать в дубле команды. 
31 марта 2017 года перешёл в минский клуб «Крумкачи». Футболист не смог закрепиться в основной команде.
1 августа 2017 года перешёл в «Гранит», где футболист стал игроком основного состава. Дебютировал за клуб 5 августа 2017 года против светлогорского «Химика», выйдя на замену 82 минуте. Свой первый гол забил 14 октября 2017 года в ворота «Белшины». 
В январе 2018 года перешёл в «Сморгонь». Дебютировал за клуб 7 апреля 2018 года против «Барановичей». Получил травму колена и пропустил оставшуюся часть сезона. В 2019 году судился с клубом.
В марте 2019 года перешёл в «Слоним-2017». Дебютировал за клуб 13 апреля 2019 года против светлогорского «Химика».
В августе 2019 года вернулся в «Волынь». Дебютировал за клуб в Кубке Украины против «Подолья». В Первой Лиге Украины сыграл свой первый матч 4 сентября 2019 года против клуба «Кремень». С января 2020 стал свободным агентом.
В августе 2020 года вернулся в «Гранит». 
В апреле 2021 года перешёл в Смолевичи из Второй Лиги, где закрепился в стартовом составе.
В марте 2022 года перешёл в «Осиповичи», которые в новом сезоне будут выступать в Первой Лиге. Дебютировал за клуб 10 апреля 2022 года против «Барановичей». По окончании сезона футболист покинул клуб и стал тренироваться с «Крумкачами».
В апреле 2023 года футболист официально присоединился к «Крумкачам». В июле 2023 года футболист покинул клуб.